# ハダカカメガイ属

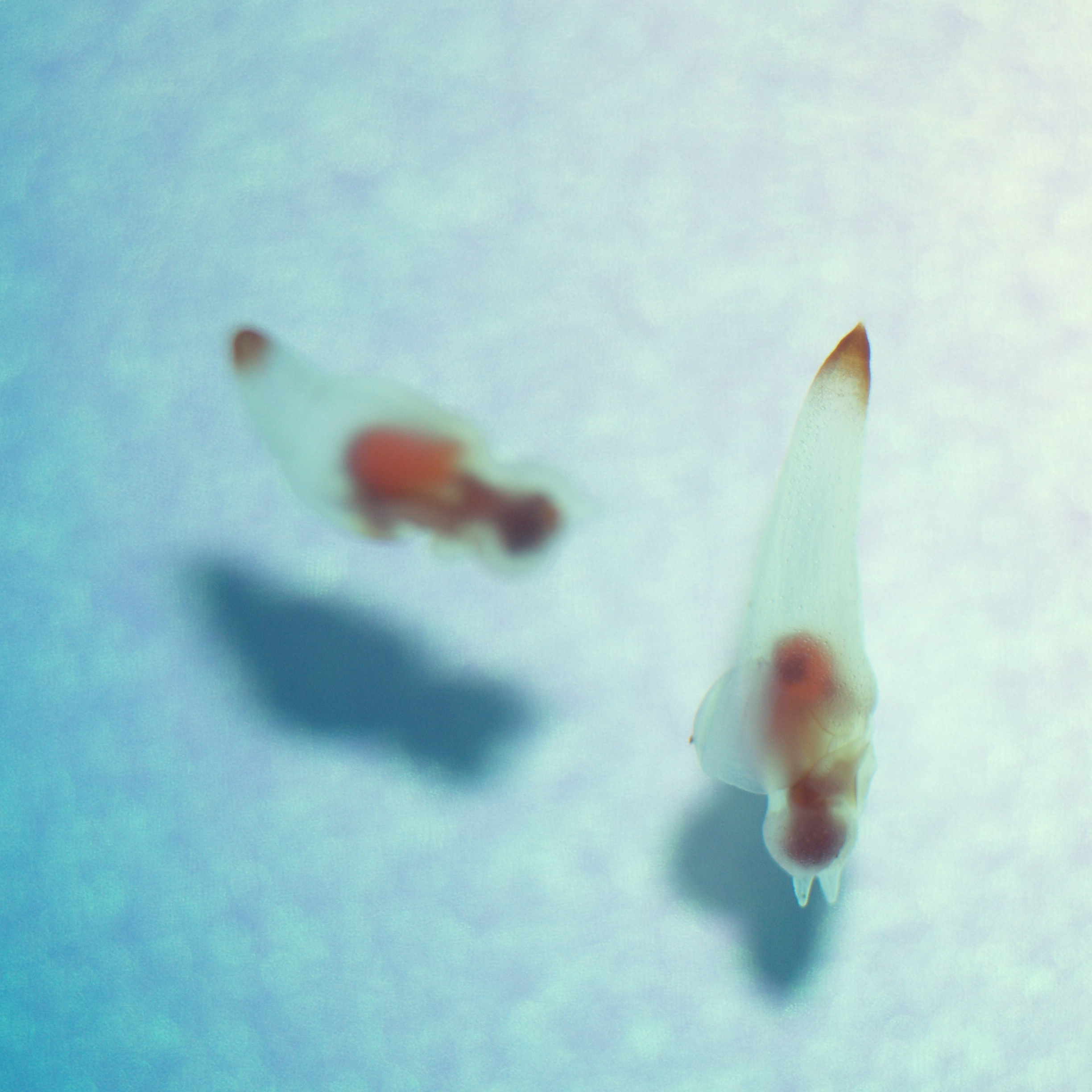
ハダカカメガイ（神戸市立須磨海浜水族園での展示）

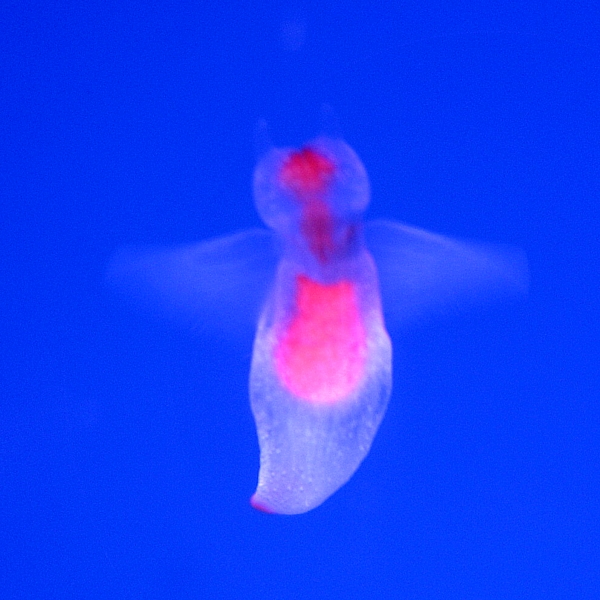
ハダカカメガイ（オホーツク流氷館での展示）

ハダカカメガイ属（ハダカカメガイぞく、裸亀貝属、学名：Clione〈クリオネ〉）は、腹足綱翼足目ハダカカメガイ科に属する貝の属。日本ではハダカカメガイ（裸亀貝）Clione elegantissima とダルマハダカカメガイ Clione okhotensis が知られる。

## 由来
学名は、ギリシア神話に登場する文芸の女神たちムーサイの一柱クレイオー（ギリシア語: Κλειώ、ラテン語: Clio）に由来する。

## 特徴
巻貝の仲間であるが、成長すると完全に貝殻を失う。これは裸殻翼足類共通の特徴である。
本属はバッカルコーン（英語: buccal cone、口円錐）と呼ばれる触手が6本あることで定義される。
体は透明な部分が多く、体の前半に局在する内臓のみが不透明である。胴体の前部に透明な1対2枚の翼足（pteropods）があり、翼足を動かして遊泳する。この姿から「流氷の天使」あるいは「氷の妖精」と呼ばれ、英語では「sea angel」とも呼ばれる。ただし「sea angel」はもっと広く、裸殻翼足類の総称的に使われることが多い。その流氷の天使のイメージとは裏腹に、上記のように捕食時にバッカルコーンで獲物を捕らえ養分を啜り採る姿は、悪魔の如く野性的で恐ろしく見える。

## 分布
両極を囲む寒流域に広く分布している。日本でも北海道オホーツク海沿岸でハダカカメガイ Clione elegantissima が一年中見られる。カナダ西海岸のクリオネは、体長が一回り大きく、食物の違いで内臓が緑色をしている場合もある。オホーツク海沿岸では、冬に見られる「冬クリオネ」、春に見られる「春クリオネ」が存在し、体サイズも出現時期や場所が異なるが、遺伝的に同一種であることが判明している。
2017年に富山湾で世界最小となる5種目の新種が発見された。日本海の固有種とみられ、深海の低水温帯にも生息域があることが明らかとなった。

## 種

### ハダカカメガイ
学名は Clione elegantissima Dall, 1871。北極海、北太平洋、の寒流域に棲息する。表層0mから600mまで生息し、表層（200m以浅）を中心に分布する。
体長は約1 - 3cm。体はほぼ円筒形、前方にある左右に張った翼状の足（翼足）を羽ばたくようにして水中を泳ぐ。体は頭部と腹部に分かれており、半透明で体内が透けて見える。赤く見えるのは生殖腺や中腸腺である。遊泳力は強いものではなく、プランクトンとして生活している。幼年期初期には植物プランクトンを濾過捕食し、成長後に肉食性を示す。餌は小動物、特に近縁な翼足類のミジンウキマイマイ Limacina helicina など巻貝を嗅覚により見つけると接近し、頭部からバッカルコーン（英語: buccal cone、口円錐）と呼ばれる6本の触手を伸ばし、それで餌を抱え込むようにして、その養分をゆっくりと吸収するため、天使や妖精と呼ばれることとはギャップがある捉え方がある。肉食に成長したクリオネは飢餓に強く、1年間の絶食にも耐える場合もある。海洋酸性化により、クリオネの餌である巻貝の殻が弱くなっており、クリオネの生存を脅かす可能性が指摘されている。
Pelseneer (1887)で C. limacina のシノニムであるとされて以降、同種であると考えられてきたが、遺伝的に区別できることが明らかになった。

### ダイオウハダカカメガイ
学名は Clione limacina (Phipps, 1774)。北極海、北大西洋に分布する世界最大のハダカカメガイ属。体長は10cmにもなる。
種小名の limacina はラテン語の「limax」（ナメクジ）の女性属格（ナメクジの）である。

### ナンキョクハダカカメガイ
学名は Clione antarctica Smith, 1902。南極海に棲息する。

### ダルマハダカカメガイ
学名は Clione okhotensis Yamazaki & Kuwahara, 2017。オホーツク海に生息する小型のハダカカメガイ属。幼形成熟する。体長は8mm程度。

### 日本海個体群（名称未決定）
2016年8月に富山大学大学院の教授らが児童向けの海洋教室を開催した折、富山湾の水深700m域でプランクトンを捕獲していた際初めて捕獲された。その後の調査で水深約250mから1,050mの水温2度以下の帯域に生息しているのが確認され、遺伝子解析の結果、2017年になって世界で5種目となる新種であることが確認された。体長は最大でも約5mmと世界最小で、体形は楕円形をしている。富山湾中心とした日本海の固有種とみられ、それまでオホーツク海など北海道沿岸が生息域の南限とされていた分布が限定的ではあるが拡大されることとなった。2018年の追加調査では富山湾より北側にあたる日本海の複数の地点で生息個体が発見され、日本海で独自に進化した固有種であることが示唆された。研究者によるとオホーツク海から流れ込んだ海水に生息していたものが日本海内に閉じ込められ独自進化した分化種と考えられるというが、閉鎖的環境特性と日本海の酸性化の進行速度から発見から2年足らずで早くも絶滅が懸念されているという。夏季には海流などの影響により、知床半島沖合などオホーツク海周辺にも出現することがわかっている。正式な学名や和名は今後決められ、正式決定後に魚津水族館（富山県魚津市）や蘭越町貝の館（北海道蘭越町）で公開される予定。